# ساندرا أبيا
ساندرا أبيا (بالإنجليزية: Sandra Appiah)‏ هي سيدة أعمال غانية، ولدت في 30 مارس 1989 في غانا.